# Sida argentea
Sida argentea är en malvaväxtart som beskrevs av Frederick Manson Bailey. Sida argentea ingår i släktet sammetsmalvor, och familjen malvaväxter. Inga underarter finns listade i Catalogue of Life.